# Zwartzusters Oudenaarde
Die katholische Schwesterngemeinschaft der Zwartzusters in Oudenaarde gehörte zur Familie der Celliten, welche sich hauptsächlich in der Krankenpflege betätigten.
Bereits vor 1295 gegründet, war ihr Kloster an der Wijngaardstraat gelegen. Während des 16. und 17. Jahrhunderts betätigten sich die Schwestern vornehmlich in der Pflege der Pestkranken. Hierbei übernahmen sie im Jahre 1578 auch die Pflege im Onze-Lieve-Vrouwhospitaal, dessen Schwestern es verlassen hatten. Als die Epidemie abgeebbt war, kamen diese zurück und entlohnten die Zwartzusters für ihre erwiesenen Dienste. Doch diese Dienste bewahrten sie nicht vor dem Wüten einer aufgebrachten Menge und so wurde ihr Kloster in den Jahren 1566, 1572 und 1578 durch die Bilderstürmer verwüstet. Im Jahr 1574 wurden im Kloster Linnen hergestellt und Borten genäht. Als der Stadtmagistrat im Jahre 1670 einen Teil ihres Hauses für die Erweiterung der Stadtmauer benötigte, bezogen die Schwestern ein Haus in der Einestraat. Am 28. August 1763 weihte der Bischof von Fearnes (Irland) ihre neue Kapelle zu Ehren des heiligen Augustinus. Nachdem sie durch den Bischof im Verlauf des 18. Jahrhunderts verschiedene Erleichterungen der Fastenregeln erhalten hatten, mussten die Schwestern ihr Kloster am 18. Dezember 1796, nachdem es im Verlauf der Französischen Revolution aufgehoben wurde, verlassen. Die Schwestern, welche die Wirren der Zeit überlebten, begaben sich später in das Kloster der Schwestern von Pamele.